# نادي الازدهار
نادي الازدهار الرياضي هو فريق كرة قدم عراقي مقره في النجف. يلعب في الدوري العراقي الدرجة الثانية.

## روابط خارجية
- نادي الازدهار على Goalzz.com
- أندية العراق - تواريخ التأسيس